# Pikalowo
Pikalowo – miasto w Rosji, w obwodzie leningradzkim, 246 km na południowy wschód od Petersburga. W 2009 liczyło 21 890 mieszkańców.

## Miasta partnerskie
- Maardu, Estonia